# Me’ir Wilner
Me’ir Wilner (hebr.: מאיר וילנר; właściwie: Ber Kowner; ur. 13 października 1918 w Wilnie, zm. 5 czerwca 2003) – izraelski polityk komunistyczny, współprzewodniczący Komunistycznej Partii Izraela (Maki). W roku 1965 należał do grupy, która wystąpiła z Maki, zakładając nową partię – Rakach (Nowa Lista Komunistyczna). Był najmłodszym i najdłużej żyjącym sygnatariuszem Deklaracji Ustanawiającej Państwo Izrael z 1948 roku.

## Życiorys
Jego polityczna działalność rozpoczęła się od członkostwa w socjalistyczno-syjonistycznej grupie Ha-Szomer Ha-Cair (Młody Strażnik). Jednak wkrótce uznał, iż lepiej jest pracować nad polepszeniem sytuacji Żydów w Polsce niż marzyć o państwie w Palestynie. Dlatego wstąpił do nielegalnej wówczas Komunistycznej Partii Polski, przybierając pseudonim Me’ir Wilner. W 1938 roku opuścił jednak Polskę i przypłynął do Brytyjskiego Terytorium Mandatowego – Palestyny. Większość jego rodziny została w kraju i zginęła w Holokauście.
Studiował historię na Uniwersytecie Hebrajskim w Jerozolimie. Wkrótce przyłączył się do Palestyńskiej Partii Komunistycznej, twierdząc, iż nienawiść, jakiej obiektem byli Żydzi w Wilnie, występuje także w Palestynie względem Arabów. Choć krytykował zarówno brytyjski, jak i późniejszy izraelski rząd, to ze względu na ówczesne poparcie dla Izraela ze strony ZSRR podpisał deklarację niepodległości Izraela.
W 1949 roku został wybrany do Knesetu, reprezentując w nim partię komunistyczną Maki, a potem Rakach i Hadasz niemal nieprzerwanie do 1990 roku. Krótko po wojnie sześciodniowej członek ultraprawicowej partii Herut napadł na Wilnera i poważnie go ranił. Udało mu się jednak wyzdrowieć.

## Życie prywatne
Był ożeniony z Esterą Wileńską, również izraelską komunistką, z którą jednak w końcu się rozwiódł. Mieli dwóch synów. Był kuzynem Aby Kownera.
Jego była żona również zasiadała w Knesecie.
Został pochowany na cmentarzu Jarkon.